# تمرد مجموعة فاغنر
تمرد مجموعة فاغنر هو تمرد عسكري قامت به قوات فاغنر بأوامر من قائدها يفغيني بريغوجين وذلك بعد ادعائه بأن جنودًا من وزارة الدفاع الروسية قصفوا مواقع المجموعة العسكريّة عشية الثالث والعشرين من حزيران/يونيو 2023، وردًا على هذا توعَّدَ بريغوجين بالانتقامِ من قيادة وزارة الدفاع التي حمَّلها مسؤولية ما طال قواته. لم يكتفِ بريغوجين بالتوعّد بالرد فحسب، بل عاودَ مهاجمته بعضًا من صناع القرار في الدولة الروسية، قائلًا إنَّ «الشر» في القيادة العسكرية يجب أن يتوقف، ثم تعهدَ بما سمَّاها «المسيرة من أجل العدالة». نفى بريغوجين بعضًا من التبريرات التي صاغها مسؤولون كبار في روسيا حول غزوهم لأوكرانيا قائلًا إن الأخيرة ومعها حلف شمال الأطلسي لم يُخطِّطَا لشنٍّ هجومٍ على إقليم دونباس وشبه جزيرة القرم في عام 2022، كما ألقى باللومِ على وزير الدفاع سيرجي شويغو في إخفاقات روسيا في ساحة المعركة ووفياتها، مذكِّرًا أنَّ حرب روسيا في أوكرانيا كانت مقصودة لصالحِ بعض النخب. استمرَّ بريغوجين في توجيه اتهاماته للمسؤولين الروس، حيثُ اتهمَ الجيش الروسي بشنِّ هجومٍ صاروخي ضد مجموعته العسكريّة التي تلعبُ دورًا بارزًا في الحربِ على أوكرانيا، كما وجَّه اتهامات وتهديدات أخرى وُصفَت من قِبل وسائل إعلام ومتخصصين بـ «الخطيرة»، وتركَّزت هذه الاتهامات ضدّ النظام الروسي الشيء الذي دفعَ جهاز الأمن الفيدرالي لفتحِ قضية جنائية ضده. أولى خطوات بريغوجين في التمرّد على الدولة الروسيّة كان عبرَ سحبِ ميليشياته المسلَّحة والتي يبلغُ قوامها 25.000 فردًا، من دولة أوكرانيا إلى مدينة روستوف الروسية، وتعهد قائلًا: «إذا وقفَ أحدٌ في طريقنا، فسوفَ ندمِّر كل شيء!».
نجحَت قوات بريغوجين في الاستيلاءِ على مدينة روستوف نا دونو (روستوف على نهر الدون) وبسطت سيطرتها الكاملة على مقر المنطقة العسكرية الجنوبية في المدينة، ثم بدأت زحفها نحو فورونيج التي سيطرت عليها هي الأخرى، مواصلةً التقدم صوبَ العاصمة موسكو. سرت أخبارٌ تُفيد بمقتل 15 جنديًا روسيًا خلال هذا التمرد أغلبهم طيارون أو عاملون في سلاح الطيران بشكل عام، بينما لم ترد أنباءٌ عن وقوعِ إصاباتٍ في صفوفِ مقاتلي فاغنر الذين كانوا يفرضون سيطرتهم على المدن والمناطق الحساسة دون مقاومةٍ من الجيش الروسي ودون وقوعِ اشتباكاتٍ مع أطرف أخرى. توقَّفَ التمرد عشية الرابع والعشرين من حزيران/يونيو بعد وساطة الرئيس البيلاروسي ألكسندر لوكاشينكو والذي أقنعَ بريغوجين بالتوقفِ عن السير في اتجاه العاصمة وسحب قواته من كل المدن التي دخل لها مقابل الحصول على ضمانات أمنيّة، وهو ما حصل حيث بدأت فاغنر في العودة للوراء والانسحابِ التدريجي من روستوف أون دون ومن باقي المناطق في الداخل الروسي حتى غادرتها بالكامل بعد ساعات من الاتفاق.

## خلفية

### مجموعة فاغنر ويفغيني بريغوجين

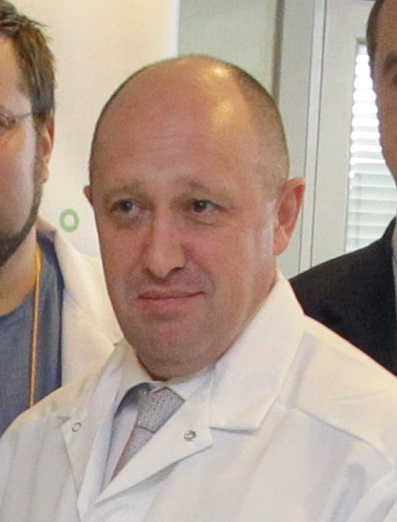
يفغيني بريغوجين زعيم مجموعة فاغنر

يُعتبر يفغيني بريغوجين أحد المقربين من الرئيس الروسي فلاديمير بوتين، وفي عام 2014 أسَّس الأول مجموعة فاغنر وهي شركة عسكرية روسية خاصة. على خلفية الغزو الروسي لأوكرانيا في عام 2022، صارَ يفغيني بريغوجين قائد المجموعة العسكريّة الخاصة أكثر نفوذًا كما زادت قوّة فاغنر حيثُ نما العدد التقديري للمقاتلين في صفوفِ المجموعة من عدة آلاف من المقاتلين في 2017–2018 إلى نحو 50.000 مقاتل بحلول كانون الثاني/يناير 2023 وذلكَ وفقًا لتقديراتِ المخابرات الغربية.

### النشاط خلال الغزو الروسي
بحسبِ موقع ميدوزا (بالإنجليزية: Meduza)‏ وهو موقعٌ إخباري مستقل يصدرُ باللغتين الروسية والإنجليزية فإنّه بعيد الغزو الروسي لأوكرانيا توترت علاقات بريغوجين بالقيادة الروسية، حيث دخلَ في صراعٍ مع كل من وزارة الدفاع الروسية والمكتب التنفيذي الرئاسي وهو المكتب الذي يدعم نشاط الرئيس ونائبه. انتقدَ بريغوجين سيرجي شويغو على تصرفات الجيش الروسي في سوريا، قائلًا إنَّ الجيش الروسي يعملُ هناك بـ «أساليب عفا عليها الزمن»، أما شويغو فلم يكن راضيًا أو لم يكن معجبًا على الأقل بالسماحِ لشركات بريغوجين بتوفير الغذاء للجيش الروسي.
يُمكن تفسير نمو تأثير مجموعة فاغنر بسببِ فشل الخطط الأولية للقيادة الروسية والتي كانت تهدفُ إلى هزيمة أوكرانيا بسرعة، لكنّ هذا لم يحصل حيث تكبَّد الجيش الروسي في الأشهر الأولى من الحرب خسائر كبيرة، ومع ذلك فقد أخَّرَ إعلان التعبئة. بدأت السلطات الروسية في ظلِّ هذه الظروف في تجنيد المرتزقة بوتيرة ملحوظة للمشاركة في الأعمال العدائية في أوكرانيا، وهو ما مكَّن بريغوجين من الحصولِ على موارد كبيرة بما في ذلك طائرة خاصة يتنقَّلُ بها، فضلًا عن الحق في تجنيد السجناء الروس في مجموعة فاغنر القتاليّة. كان يُنظر إلى الأخيرة على أنها مجموعةٌ تتحول يومًا عن آخر إلى جيش خاص، يعملُ خارج التشريع الروسي وخارج التسلسل الهرمي العسكري للاتحاد الروسي. لم تكنْ وزارة الدفاع ولا هيئة الأركان العامة راضية عن هذا الوضع وبدأت المؤسّستانِ في محاولة الحد من نفوذ بريغوجين المتزايد. هذه المحاولات دفعت الأخير إلى توجيهِ انتقاداتٍ علنية لوزارة الدفاع ووصلَ الأمر إلى استعمالِ عباراتٍ وُصفت بـ «القاسية» في حقّها. استمرَّت التوترات في التصاعد وبحلول الخامس من حزيران/يونيو 2023 نشرَ بريغوجين مقطع فيديو على قنوات التواصل الاجتماعي الخاصة به زعمَ فيه أنه يُظهر عقيدًا روسيًا محتجزًا يَعترف بأنه أمر قواته بإطلاق النار على قوات فاغنر، بزعم أنها كانت في حالة سكر.

### انتقادات بريغوجين للنخبة الروسية
انتقدَ بريغوجين مرارًا وتكرارًا القيادة العسكرية الروسية، قائلًا إن جهودهم لم تكن كافية لكسبِ الحرب في أوكرانيا، وفي أحد تصريحاته قالَ بريغوجين إن على روسيا تطبيق الأحكام العرفية، والإعلان عن موجات تعبئة جديدة، والسعي وراء كل شخص أو مؤسّسة يمكنها إنتاج الذخيرة و«إغلاق الحدود مثل كوريا الشمالية» للفوز في الحرب و«البقاء على قيد الحياة كأُمَّة». انتقدَ يفغيني بريغوجين أبناء شويغو لأنهم «يُنفقون المال بلا هدف» بينما يعودُ أبناء الناس العاديين في توابيت مع أشلاء ممزقة بسببِ الحرب، ووصف ما سمَّاهُ «الانقسام في المجتمع» بين النخبة وعامة الناس بأنه من المحتمل أن يؤدي إلى أحداث مشابهة للثورة الروسية عام 1917، مع انتفاض الجنود وأُسرهم وأحبائهم. وصفَ بريغوجين الروس الذين غادروا البلاد خلال الغزو بداية عام 2022 لتجنّب «مشاكل البلاد الأخيرة» بأنهم «خونة»، وانتقد النخبة التي تُرسل أبناءها إلى الخارج على متنِ طائرات خاصّة للاستقرارِ في ما يسمى بالدول المحايدة وذلكَ لتجنّب الوقائع القاسية التي يُواجهها الشعب الروسي بسبب الحرب كما قال. هاجمَ بريغوجين الأوليغارشية الروسية، الذين اتهمهم بتدمير الاتحاد السوفيتي والسيطرة على ثروة روسيا، في الوقتِ الذي لم يهتموا فيه بالقتال من أجل مصالح روسيا.

## التسلسل الزمني

### 23 يونيو

#### البداية
كانت ما قبل بداية التمرّد يوم 23 حزيران/يونيو 2023 حينما نشرت قنواتٌ تابعةٌ لمجموعة فاغنر على منصّة تيليجرام مقطع فيديو قالت إنّه لهجومٌ بصاروخٍ تعرضت له المجموعة في أحد معسكراتها. أشارَ الصحفي أريك تولير من منصّة بيلنجكات المتخصصة في الصحافة الاستقصائية وفي التحقق من المعلومات عبر الاستخبارات مفتوحة المصدر إلى أنَّ موقع الضربة في مقطع الفيديو ينسجمُ أو يتوافقُ مع مقاطع فيديو صُوِّرَت سابقًا للمراسل الحربي ألكسندر سيمونوف الذي زارَ موقع الهجوم. أعلن بريغوجين مساء نفس اليوم بدء عملية تطهير فيما بدى أنه تمردٌ على الدولة أو فتيلُ نزاعٍ مسلحٍ ضدّ وزارة الدفاع تحديدًا، حيثُ شجَّعَ بريغوجين أي شخص يريد الانضمام إلى الحربِ ضد وزارة الدفاع، واتهم شويغو باستخدام المدفعية والمروحيات لتدمير شركة فاغنر بل زعمَ أنَّ شويغو «فر جبانًا من روستوف أون دون في الساعة التاسعة مساءً»، وذلك بعدَ الأخبار عن تواجدِ وزير الدفاع في المدينة. نفت وزارة الدفاع الروسية من جانبها الاتهامات بمهاجمة المُعسكرات الخلفية لقوات فاغنر. عقبَ هذه الأحداث المتسارعة والأنباء المتضاربة، أفادَ مكتب المدعي العام للاتحاد الروسي أنه تم رفع دعوى قضائية ضد بريغوجين بموجب المادة 279 من القانون الجنائي للاتحاد الروسي وهي التهمة التي تتعلقُ بـ «التمرد المسلح». تدخَّل عددٌ من الجنرالات الروس على الخطّ ولعلَّ أبرزهم سيرغي سوروفيكين وفلاديمير أليكسيف مناشدين مقاتلي فاغنر العسكريين على التوقف.

#### الرد الروسي الأولي
أعلنت القناة الروسية الأولى التي تُديرها الدولة عن «نشرة إخبارية طارئة» وفيها زعمت المضيفة إيكاترينا أندريفا أنَّ تصريحات بريغوجين بشأن الهجمات المزعومة من قِبل قوات وزارة الدفاع على مواقع الشركة العسكرية الخاصة فاغنر مزيفة وأن بوتين قد أُبلغ بالوضع الحالي. بدأت الأمور في التطور أكثر فأكثر حينما نشرَ الجيش الروسي و‌الحرس الوطني عرباتٍ مدرعةٍ في كل من العاصمة موسكو ومدينة روستوف على الدون الاستراتيجيّة التي تقعُ بالقربِ من الخطوط الأمامية في أوكرانيا حيث كانت تعمل قوات فاغنر العسكرية الخاصة، وهي أيضًا المدينة التي ادعى بريغوجين أن قواته ستتجه لها فورًا بعدَ الانسحابِ من أوكرانيا. انتشرَ مقطع صوتي لأحدِ المقربين من بريغوجين والذي بدى أنه يتحدثُ نيابةً عنه وفيه قالَ إنّ مجموعة فاغنر ستدخلً روستوف أون دون، داعيًا قوات وزارة الدفاع إلى عدم معارضة جيشه. زعمَ بريغوجين في تسجيل صوتي آخر نُشر في نفس اليوم أنَّ رئيس هيئة الأركان العامة للجيش الروسي أمر القوات الجوية بفتح النار على قوافل مجموعة فاغنر التي تتحركُ بين المركبات المدنية، متهمًا هيئة الأركان العامة بتجاهل حياة الأبرياء من المواطنين المدنيين، كما ادعى أن بعض الطيارين رفضوا تنفيذ أوامر هيئة الأركان وشَكَرهم على ذلك.
وصفَ السكرتير الصحفي لبوتين ديمتري بيسكوف الوضع الحالي بأنه «محاولة تمرد» وذكر أن الوكالات العسكرية الروسية كانت ترفعُ ليل نهار تقارير لبوتين بشأنِ الأحداث الأخيرة. نشرت القنوات التابعة أو المقرَّبة من ميليشيا فاغنر تسجيلًا صوتيًا جديدًا لشخصٍ يتحدثُ نيابةً عن بريغوجين، واتهمَ المتحدثُ فيه هذه المرة فاليري جيراسيموف وسيرجي شويغو بـ «شنِّ هجماتٍ على مجمعات سكنية» و«إبادة مئات الآلاف من الجنود الروس» خلال الحرب الروسية الأوكرانية. سُرعان ما انتشرت مقاطع فيديو تُوضّح قوافل تتبعُ على ما يبدو لمجموعة فاغنر وهي تتحركُ في شوارع مدن روسيّة. وسطَ تصريحات بريغوجين وما يجري بينه وبين القيادة الروسية، أقدمت موسكو على حظر خدمة أخبار جوجل وهي خدمة الأخبار المجمَّعة والتي تملكها وتديرها شركة جوجل.

### 24 يونيو

#### السيطرة على مدينة روستوف

علامة «Z» التي تُميّز الآليات العسكرية الثقيلة التي تتبعُ لقوات فاغنر.

في رسالة صوتية جديدة صدرت نيابةً عن بريغوجين، ادعى الأخير أن مقاتلي مجموعته أسقطوا طائرة هليكوبتر عسكرية فتحت النار على قافلةٍ لهم، على الرغم من عدم توفر أدلة بالفيديو تثبت هذه المزاعم. أظهرت لقطاتٌ أخرى غير مؤكدة اشتباكات وقعت في روستوف أون دون بين فاغنر والقوات العسكرية الروسية. اتهمت الحكومة الروسية خلال هذا اليوم يفغيني بريغوجين بتنظيمِ ما قالت إنها «انتفاضةٌ مسلحة» وذلكَ بعد أن هدَّد بمهاجمة القوات الروسية ردًا على الغارة الجوية التي تعرَّضَ لها جنوده، كما اتهمت القوات الأمنية الروسية مؤسِّس المجموعة بشنِّ محاولةٍ انقلابية. نشرَ بريغوجين رسالة صوتية جديدة وفيها زعمَ هذه المرة أنّ قواته بصدد الانسحابِ من أوكرانيا والتوجّه نحو مدينة روستوف الروسية. حثَّ كبار الجنرالات الروس مقاتلي فاغنر على العدولِ عن قرار قائدهم أما جهاز الأمن الفيدرالي فقد قالَ إنه وجَّهَ اتهاماتٍ جنائية ضد بريغوجين وسيتحرَّكُ للقبض عليه.
تحدثت بعضٌ من وسائل الإعلام الغربية خلال هذا اليوم عن سيطرة قوات مجموعة فاغنر على مبنى المنطقة العسكرية الجنوبية في مدينة روستوف، وهو ما أكّده بريغوجين حينما نشرَ مقطع فيديو من قلبِ المقر العسكري في روستوف أون دون وفيه تحدثَ عن أنَّ جميع المنشآت العسكرية في المدينة تقعُ تحت سيطرة قواته بما في ذلك مطار المدينة والذي تمَّت السيطرة عليه بحسبِ بريغوجين لمنعِ وزارة الدفاع من استعماله في قصفِ الأرتال العسكريّة المتحركة لفاغنر. ترتبطُ مدينة روستوف أون دون مباشرةً بموسكو عبر الطريق السريع «M-4» الذي انطلقَ عبره أفراد فاغنر في اتجاه العاصمة بحسبِ تقارير غربيّة.

#### الزحف صوبَ فورونيج
حثَّ المسؤولون في مقاطعتَي ليبيتسك و‌فورونيج القريبتين من روستوف جميع المدنيين على البقاء في منازلهم وذلكَ في أعقاب تقارير عن وقوعِ اشتباكاتٍ على طول الطريق السريع. أظهرت فيديوهاتٌ جرى تداولها على مواقع التواصل الاجتماعي حصولِ اشتباكاتٍ بين قواتٍ تتبعُ لفاغنر وبين الجيش الروسي في مدينة فورونيج وهو ما أكّدته وكالة رويترز للأنباء نقلًا عن تقارير عسكرية روسية. تقعُ مدينة فورونيج في منتصفِ الطريق بين روستوف وموسكو، وقد نجحَت فاغنر بحسبِ رويترز نقلًا عن مصدر عسكري روسي قوله إن الميليشيا الخاصّة سيطرت على منشآت عسكرية في المدينة، في الوقت الذي تحدثت فيه وسائل إعلام أخرى عن سيطرةِ فاغنر على جميع المنشآت العسكرية في فورونيج (أو فارونيش).

#### رد بوتين
خاطبَ الرئيس الروسي فلاديمير بوتين الأمة في خطابٍ متلفزٍ لأول مرة منذ بداية التمرد، حيثُ وصفَ أفعال فاغنر بأنها «خيانة» وتعهد باتخاذِ «تدابير قاسية» لقمعِ التمرد. ادعى بوتين أن الوضع يُهدِّدُ وجود روسيا نفسها ووصف التمرد بأنه «طعنة في الظهر» وسطَ الحرب الروسية الأوكرانية الجارية كما حذَّر من خسارة الأراضي بسببِ هذه التصرفات. لم يذكر بوتين بريغوجين أو فاغنر بالحرف خلال كلمته المتلفزة، لكنه دحضَ مزاعم المجموعة العسكرية الروسية شبه الرسمية والتي لطالما قالت إن روسيا تخسرُ الأراضي في حرب أوكرانيا بسبب سوء إدارة وزارة الدفاع وأن إجراءات فاغنر ضد الوزارة تهدفُ فقط إلى تحسين الوضع، أما بريغوجين فقد ذكرَ في وقتٍ لاحقٍ أنَّ هدفه الرئيسي هو عزل سيرجي شويجو وفاليري جيراسيموف من منصبيهما.

#### مداهمة مقر فاغنر
داهمَ جهاز المخابرات الروسي مقر مجموعة فاغنر في سانت بطرسبرغ، فيما ذكرت تقارير إعلامية روسية غير مؤكدة أن جهاز الاستخبارات عثرَ على صناديق كرتونية تحتوي على 4 مليار روبل (نحو 47 مليون دولار) في سياراتٍ على مقربةٍ من مكتب المجموعة، وردَّ بريغوجين على هذه التقارير بالقولِ إنَّ الأموال كانت تهدفُ إلى دفع رواتب الموظفين ونفقات الشركات الأخرى.

#### الانطلاق نحو العاصمة
التقدم السريع باتجاه موسكو
عقبَ الاستيلاء على روستوف بالكامل تقريبًا والسيطرة الجزئية على فورونيج، بدأ مقاتلو فاغنر في التقدم نحو موسكو والتي تقعُ على مسافة 1100 كيلومتر من مدينة روستوف. تمكَّن مقاتلو المجموعة العسكرية الخاصة من تجاوزِ فورونيج في طريقهم نحو العاصمة وهو ما يعني قطعهم لأكثر من نصف الطريق، كما وصلوا في نفس اليوم إلى مقاطعة ليبيتسك والتي تبعدُ عن موسكو الهدف بنحوِ 400 كيلومتر. لم تكن الطريق إلى العاصمة سهلة كما حصلَ مع السيطرة على روستوف، حيثُ تعرضت قافلة فاغنر لغارة جويّة نفذتها طائرة تتبعُ سلاح الجو الروسي، أما بريغوجين فقد زعمَ في رسالة صوتية جديدة أن مقاتليه أسقطوا طائرة هليكوبتر عسكرية فتحت النار عليهم ولم يُعرَف ما إذا كانت هي نفس الطائرة التي نفذت الغارة أم طائرة أخرى.
الاستعدادت في العاصمة
أعلنَ عمدة موسكو سيرجي سوبيانين في أعقابِ الأخبار المتزايدة عن زحفِ فاغنر صوبَ موسكو تنفيذ إجراءات مكافحة الإرهاب في العاصمة. ثار جدلٌ حول مغادرة الطائرة الرئاسية موسكو متجهةً نحو مدينة نحو سانت بطرسبرغ، فكثر القيل والقال عن تواجد الرئيس الروسي فلاديمير بوتين فيها لكنّ المتحدث باسمِ الكرملين ديمتري بيسكوف نفى هذه الشائعات وقالَ إن بوتين متواجدٌ في الكرملين. استعدادت العاصمة وصلت حتّى مقاطعة كالوغا التي أعلنَ حاكمها فلاديسلاف شابشا عن فرضِ قيودٍ للسفر حيث طلبَ من سكان المقاطعة التي تقعُ أبعد من موسكو بالامتناع عن السفر بسيارات خاصة على طرق محددة عيَّنها ما لم يكن ذلك ضروريًا للغاية.

## الوساطة البيلاروسية

### الاتفاق الثنائي

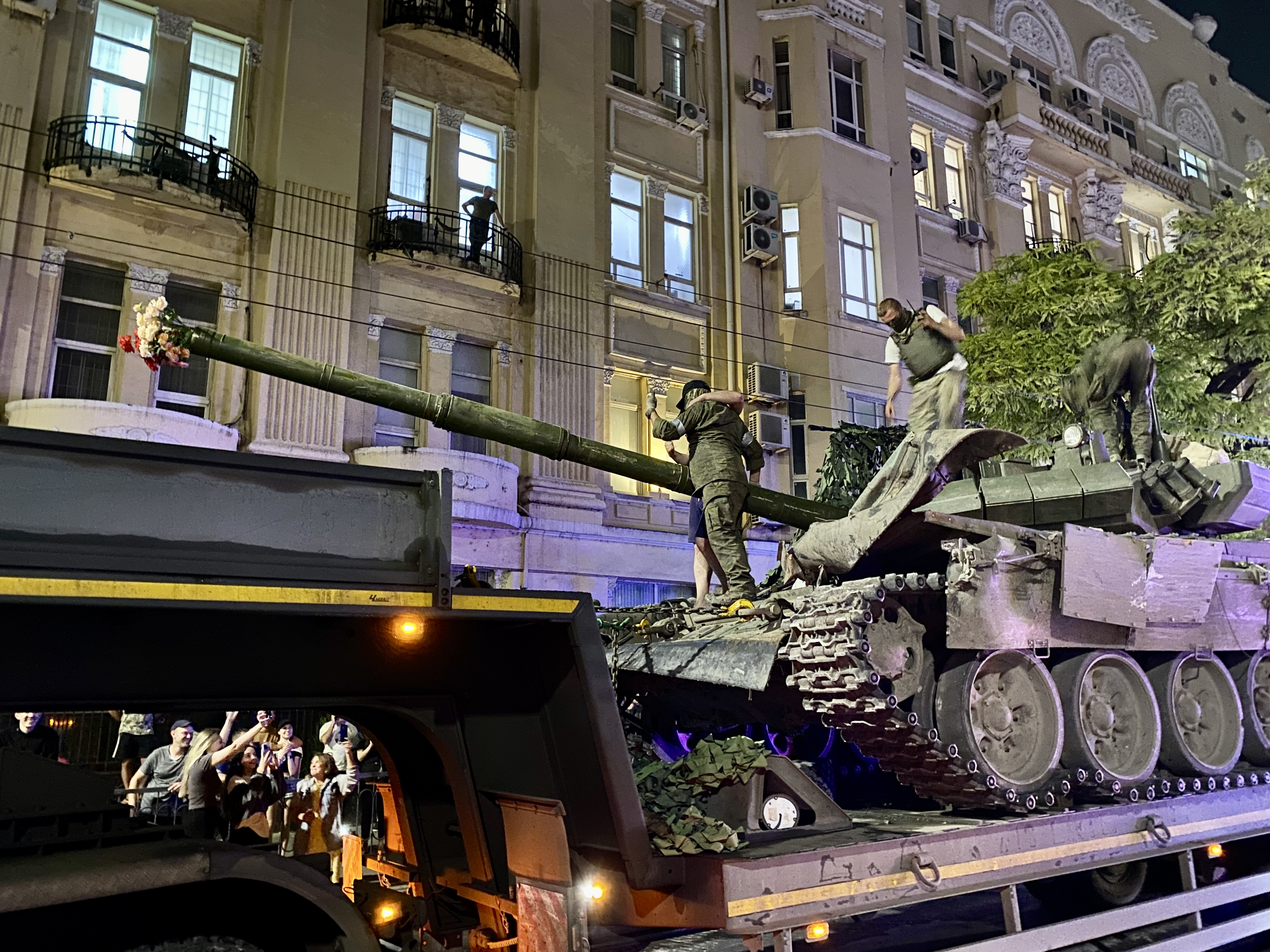
مدني روسي يُعانق مقاتلًا في صفوفِ قوات فاغنر على ظهرِ دبابةٍ وُضع في فوهة مدفعها ورودٌ كدلالة احتفاليّة وذلك بعدَ إعلان الوساطة البيلاروسية وبداية قوات الشركة العسكرية شبه الرسمية مغادرة المناطق التي سيطرت عليها من قبل.

حاولَ الرئيس البيلاروسي ألكسندر لوكاشينكو التوسّط لحل الخلاف الحاصل من خلال المحادثة معَ بريجوجين بناءً على طلبٍ من بوتين، ونجحَ لوكاشينكو على ما يبدو في التوصّل لاتفاقٍ مع قائد مجموعة فاغنر على وقفِ تقدم مقاتلي المجموعة نحو موسكو والانسحابِ من المناطق التي سيطروا عليها مُقابل ضمان سلامتهم. نشرَ بريغوجين رسالة صوتيّة جديدة على شكلِ بيان وفيها أعلنَ موافقته على الوساطة البيلاروسية لتجنّبِ إراقة الدماء وأن قواته عائدة نحو مقراتها الميدانية وفقًا للخطة.

### ما بعدَ الاتفاق
بحلولِ الساعة الـ 11:00 مساءً (جرينتش +03)، بدأت مجموعة فاغنر في سحبِ قواتها من مدينة روستوف أون دون التي كانت قد سيطرت عليها بالكامل قبل ساعات، وذلك بعدما عادت من الطُرق التي زحفت عليها مباشرةً بعد الاتفاق بينَ لوكاشينكو وبريغوجين. أعلنَ المتحدث باسمِ الكرملين دميتري بيسكوف أنه سيتم إسقاط التهم الموجهة إلى بريغوجين وسيُرسَل إلى بيلاروسيا، كما لن يواجه مقاتلو فاغنر المتمردين المحاكمة، أمّا الذين شاركوا في الحربِ إلى جانبِ الروس ضدّ أوكرانيا ولم يُشاركوا في التمرد داخل روسيا فقد يوقعون عقودًا رسميّة مع وزارة الدفاع.

### عودة الحياة الطبيعية
عادت مظاهر الحياة الطبيعية بسرعة للعاصمة موسكو خاصة وأنها لم تشهد وصول قوات فاغنر. بدأَ العمال منذُ الساعات الأولى لما بعد الاتفاق في إصلاح الطرق التي أُغلقت لوقفِ تقدم فاغنر، كما أصلحوا تلك الحُفر التي صنعها الجيش. أُنهيت حالة الطوارئ التي فُرضت لمكافحة الإرهاب في موسكو في اليومِ الموالي (26 يونيو). أعلنت وزارة الدفاع في نفسِ اليوم أنَّ شويغو زار القوات الروسية المتمركزة في أوكرانيا، ليكون بذلك أول مسؤول روسي كبير يظهر علنًا منذ التمرد خاصّة وأن بريغوجين كان يُطالب به كشرطٍ من شروطه لوقفِ الزحف نحو موسكو.

## ما بعد التمرد
نشرَ بريغوجين في 26 يونيو بيانًا مسجلًا (رسالة صوتيّة) على حسابه الرسمي في منصّة تيليجرام حيث دافعَ فيها عن التمرد، مدعيًا أن القصد كان إنقاذ مجموعة فاغنر ومحاسبة المسؤولين الحكوميين غير الأكفاء، كما ادعى أن الهدف من «الانتفاضة» لم يكن الإطاحة بالحكومة، وكرر اتهامه بأن قصف قواته من قبل الجيش النظامي كان السبب المباشر وراء ذلك. شرحَ بريغوجين في رسالته الصوتيّة المطوَّلة لماذا أوقفَ الزحف معيدًا التأكيد على أن السبب هو «منع حمام الدم» متهمًا القوات النظامية بأنها أول من فتح النار حينما قصفت قواته ما أسفر عن مقتل نحو 30 مقاتلًا في صفوفِ المجموعة العسكريّة.

## تحليل
وُصفَ هذا التمرد بأنه الحدث الأول من نوعه في روسيا منذ الأزمة الدستورية عام 1993، كما اعتُبرَ التحدي الأكبر لحكم فلاديمير بوتين الذي دام 23 عامًا. أكَّدَ العديد من المراقبين الدوليين أن صورة بوتين المتخيَّلة على أساسِ أنه «الرجل القوي» قد تضرَّرت بسببِ التمرد الذي قاده بريغوجين، وعلَّق معهد دراسة الحرب بأن «التمرد كشفَ ضعف قوات الأمن الروسية وأظهر عدم قدرة بوتين على استخدام قواته في الوقت المناسب لصدِّ تهديدٍ داخلي وزاد من تآكل احتكاره للقوة».
ذكرَ وزير الخارجية الأمريكية أنتوني بلينكين في 25 حزيران/يونيو إنَّ الأحداث أظهرت ما قالَ إنها تصدعاتٌ حقيقيةٌ في حكومة بوتين مضيفًا: «إذا وضعت هذا في السياق قبل 16 شهرًا، فإن بوتين كان على أعتابِ كييف في أوكرانيا يتطلع إلى الاستيلاء على المدينة في غضون أيام ومسحِ الدولة [أوكرانيا] من خريطة العالَم، أما الآن فعليه أن يُدافع عن موسكو عاصمة روسيا ضدّ مرتزق من صنعه».
كتبت آن أبلباوم مقالة تحليلية مطوَّلة في مجلة ذا أتلنتيك وفيها قالت إن تشجيع بوتين على اللامبالاة السياسية في روسيا يأتي بنتائج عكسية واصفةً ضعف أيديولوجية هذا النظام كما قالت إن دعمه تلاشى فجأة في خضّم هذا التمرد. جادل جدعون راشمان في مقالته في صحيفة فاينانشيال تايمز بأنّ «الانتفاضة حدثت لأن مشروع بوتين ينهار، ومن المرجح أن تتسارع هذه العملية [انهيار المشروع الروسي] بعد أحداث نهاية هذا الأسبوع»، أما الصحفي والكاتب الروسي ميخائيل زيغار المحرر السابق لقناة راين تي في الروسية المستقلَّة المحظورة فقد عبَّر لديفيد ريمنيك الكاتب في صحيفة نيويوركر قائلًا: «بوتين أضعف. لدي شعور بأنه لا يُدير البلاد حقًا، أو لا يُديرها بالطريقة التي كان يديرها من قبل على الأقل».

## ردود الفعل الدولية
هذه قائمةٌ بأبرز ردود الفعل الدوليَة على تمرد قوات فاغنر على الدولة الروسيّة.
- الولايات المتحدة

صرَّح المتحدث باسم مجلس الأمن القومي الأمريكي آدم هودج يوم 23 يونيو 2023 (24 يونيو في موسكو) بأنَّ الولايات المتحدة تُتابع الأحداث في روسيا وتتشاور مع الحلفاء والشركاء بشأن هذه التطورات.
- كندا

غَرَّدَ رئيس الوزراء جاستن ترودو على حسابه الرسمي في منصّة تويتر قائلًا إنّه على اتصالٍ مع الحلفاء وأنهم سيُواصلون مراقبة الوضع عن كثب.
- فرنسا

ذكرَ متحدثٌ باسمِ الرئيس الفرنسي إيمانويل ماكرون أنَّ «الرئيس يُراقب الوضع عن كثب ... ما زلنا نركز على دعم أوكرانيا».
- إيران

دعمَ المتحدث باسم وزارة الخارجية الإيرانيّة ناصر كنعاني ما قالَ إنها «سيادة القانون في روسيا» معتبرًا هذا التمرد شأنًا داخليًا.
- أوكرانيا

وردت تصريحاتٌ كثيرة من كييف بسببِ حربها مع موسكو ومحاولة الأخيرة غزوها، فوصفَ ميخايلو بودولاك مستشار الرئيس الأوكراني فولوديمير زيلينسكي التمرد بأنه «مجرد البداية» وأنه دليلٌ على الاقتتال الداخلي بين النخبة الروسية، وأن الأيام المقبلة ستُحدد الوضع التالي لروسيا، أما وزير الخارجية دميترو كوليبا فقالَ إن التمرد فرصة للمجتمع الدولي للتخلي عمَّا وصفهُ «الحياد الزائف» تجاه روسيا وتزويد كييف بكل الأسلحة التي تحتاجها لإخراج القوات الروسية من أوكرانيا. وصف نائب وزير الدفاع الأزمة في موسكو بأنها «متوقعة وحتمية»، مضيفًا أن الإمبريالية الروسية في أوكرانيا فاقمت مشاكلها الداخلية فقط. أدلى الرئيس زيلينسكي هو الآحر بتصريحاتٍ حول ما حصلَ في روسيا وقالَ إن التمرد دليلٌ على عدم الاستقرار السياسي المتأصل في روسيا والضعف الشامل والفوضى الكاملة.